# Sergej Ivanov (politicus)
Sergej Borisovitsj Ivanov (Russisch: Сергей Борисович Иванов) (Sint-Petersburg, 1 januari 1953) was van 2001 tot 2016 een van de naaste medewerkers van president Vladimir Poetin.
Hij werd geboren in Leningrad en studeerde aan de faculteit der Filologie van de Staatsuniversiteit van Leningrad van 1970 tot 1975, waar hij een master behaalde in de Engelse taal. Hij werkte samen met Vladimir Poetin onder andere bij de KGB, SVR en FSB.
Op 28 maart 2001 werd hij door president Vladimir Poetin aangesteld als minister van Defensie, nadat Igor Sergejev was afgetreden. Op 14 november 2005 werd hij samen met Dmitri Medvedev benoemd tot eerste vicepremier met de verantwoordelijkheid over de veiligheidsdiensten. Op 15 februari 2007 werd hij vervangen door Anatoli Serdjoekov als minister werd zijn functie als eerste vicepremier uitgebreid met extra verantwoordelijkheden. Op 12 mei 2008 werd hij herbenoemd tot vicepremier.
In december 2011 volgde hij Vladislav Soerkov op als stafchef van de Russische presidentiële administratie. Op 12 augustus 2016 meldde het Kremlin zijn ontslag, dat voor westerse waarnemers als een verrassing kwam. Hij kreeg de onbelangrijke positie van minister van milieuzaken. Tot zijn opvolger werd de veel jongere Anton Vajno benoemd.

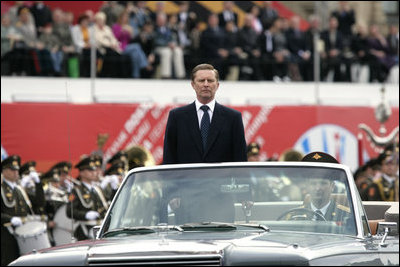
Sergej Ivanov tijdens de militaire 9 mei-parade in 2005 op het Rode Plein.